# سیه‌سران
سیه سران یکی از روستاهای استان آذربایجان شرقی است که در دهستان ارسی بخش مرکزی شهرستان جلفا واقع شده است.

## موقعیت جغرافیایی
روستای سیه سران از شمال با روستای لیوارجان و از جنوب با روستای قشلاق همسایه می‌باشد.